# Sparks (Georgia)
Sparks is een plaats (town) in de Amerikaanse staat Georgia, en valt bestuurlijk gezien onder Cook County.

## Demografie
Bij de volkstelling in 2000 werd het aantal inwoners vastgesteld op 1755.
In 2006 is het aantal inwoners door het United States Census Bureau geschat op 1785, een stijging van 30 (1.7%).

## Geografie
Volgens het United States Census Bureau beslaat de plaats een oppervlakte van
10,2 km², waarvan 9,5 km² land en 0,7 km² water.

## Plaatsen in de nabije omgeving
De onderstaande figuur toont nabijgelegen plaatsen in een straal van 24 km rond Sparks.